# ألبرت هدسون
ألبرت هدسون هو قاضي وسياسي كندي، ولد في 21 أغسطس 1875 في كندا، وتوفي في 6 يناير 1947 في نفس البلد. حزبياً، نشط في الحزب الليبرالي الكندي. وقد انتخب عضو المجلس التنفيذي لمانيتوبا ‏ وانتخب عضو مجلس العموم الكندي.